# Bäckfickmossa
Bäckfickmossa (Fissidens polyphyllus) är en bladmossart som beskrevs av William M. Wilson och B.S.G. 1851. Bäckfickmossa ingår i släktet fickmossor, och familjen Fissidentaceae. Arten har ej påträffats i Sverige. Inga underarter finns listade i Catalogue of Life.